# Airlakok
Airlakok is een bestuurslaag in het regentschap Bengkulu Utara van de provincie Bengkulu, Indonesië. Airlakok telt 494 inwoners (volkstelling 2010).